# Haywards Heath
Haywards Heath ist eine Stadt im Distrikt Mid Sussex, West Sussex, England. Es liegt 19 Kilometer nördlich des Seebades Brighton und 24 Kilometer südlich von Gatwick Airport. Haywards Heath ist Verwaltungssitz des Distriktes Mid Sussex.

## Geschichte
Der Name Hayward stammt aus der altenglischen Sprache und bedeutet so viel wie Heckeneinfriedung. Im Gegensatz zu anderen Städten der Region reicht die Geschichte von Haywards Heath nicht weit in die Vergangenheit zurück. Bis ins späte 19. Jahrhundert war die heutige Stadt nicht viel mehr als Brachland, das zum nahen Hayworths Manor gehörte.
Erst mit der Einrichtung der Brighton Main Line begann die Entwicklung von Haywards Heath. Durch die Eröffnung des Bahnhofes am 12. Juli 1841 und später den Bau der nahe gelegenen Schnellstraße A23 entwickelte sich Haywards Heath schnell zu einer „Pendlerstadt“, deren Einwohner vornehmlich in London, Gatwick, Crawley oder Brighton arbeiteten.
Unter anderem das durch die Infrastruktur ausgelöste Wachstum führte dazu, dass sich schnell verschiedene Institutionen ansiedelten. So entstanden beginnend in 1859 ein Heim für psychisch Kranke, ein großer Viehmarkt, ein Krankenhaus sowie zahlreiche viktorianische und edwardianische Villen.
In den 1960er und 1970er Jahren wurden zudem zwei Firmen der Leichtindustrie angesiedelt, ehe sich Haywards Heath im Dienstleistungssektor zum regionalen Stützpunkt zahlreicher britischer Unternehmen entwickelte. Bis 1974 gehörte Haywards Heath zur Grafschaft East Sussex, wurde aber nach einer Änderung der Grenzen der Grafschaft West Sussex zugeordnet.

## Planungen
Der Distriktrat von Mid Sussex plant zurzeit eine weitere Modernisierung des Stadtzentrums von Haywards Heath und veröffentlichte 2007 den „Haywards Heath Master Plan“. Dieser sieht eine Renovierung des Bahnhofes sowie diverser Straßenzüge vor. Darüber hinaus wird mit dem Bolnore Village einer großen Neubausiedlung ein neuer Stadtteil erbaut. Mit diesem Bebauungsplan fiel auch die Entscheidung für eine Umgehungsstraße.

## Infrastruktur

### Verkehr
Von hoher Bedeutung sind die Bahnstrecke Brighton–London sowie die nahe gelegenen Schnellstraßen A23 und A272. Der Bahnhof von Haywards Heath ist einer der wichtigsten Bahnhöfe der Strecke und wird insbesondere zur Hauptverkehrszeit häufig angefahren.

### Bildung
Haywards Heath besitzt zehn staatliche und drei private Schulen.

## Sehenswürdigkeiten
- Victoria Park
- Clair Hall – Gemeinschafts- und Veranstaltungszentrum
- Olympos Haywards Heath – Freizeitzentrum
- Borde Hill Gardens, Grade II* listed
- Beech Hurst Gardens
- Haywards Heath Bücherei
- Nymans: Parkanlage nordwestlich von Haywards Heath, seit 1953 im Besitz des National Trusts

## Partnerstädte
Haywards Heath hat zwei Partnerstädte, das französische Bondues und das deutsche Traunstein, nach dem eine Hauptstraße, der Traunstein Way benannt wurde.

## Söhne und Töchter der Stadt
- Kenneth Maddocks (1907–2001), Kolonialbeamter
- Mark Ravenhill (* 1966), Dramatiker
- Brett Anderson (* 1967), Sänger
- Natasha Bedingfield (* 1981), Sängerin und Songwriterin
- Robert Kazinsky (* 1983), Schauspieler und Model
- Tamzin Merchant (* 1987), Schauspielerin
- Sophie Cookson (* 1990), Film- und Theaterschauspielerin
- Fred Klaassen (* 1992), Cricketspieler